# Appel à des élections générales palestiniennes anticipées en 2007
Le Président de l'Autorité palestinienne, Mahmoud Abbas, a appelé le 16 décembre 2006 à une dissolution du gouvernement en place et à des élections législatives et présidentielle anticipées. Cet appel est motivé par l'échec des négociations entre Hamas et Fatah pour constituer un nouveau gouvernement d'union nationale.
Les élections ne pourraient pas se tenir avant mars 2007 et pourraient même être retardées jusqu'en milieu d'année.
Le Hamas, à la tête du gouvernement palestinien depuis son succès aux élections législatives de janvier 2006, a interprété cet appel du Président palestinien comme une volonté du Fatah de retirer au mouvement islamiste le pouvoir qui lui a été attribué par le scrutin et refuse la tenue de ces élections. Le Hamas menace de boycotter ce scrutin, tandis que Israël, la Russie, le Royaume-Uni et les États-Unis ont exprimé leur soutien au projet de Mahmoud Abbas de délencher de nouvelles élections.
Les partisans des élections anticipées estiment que cela aiderait à stabiliser le pouvoir palestinien, à relancer l'économie palestinienne paralysée par le gel des aides financières internationales et à remettre à l'ordre du jour le processus de paix avec Israël. Les opposants à cette démarche estiment qu'il s'agit d'un coup d'État du Fatah pour reprendre le pouvoir et déstabiliser le Hamas élu démocratiquement. Enfin, les affrontements armés entre les deux factions rivales font craindre dans les deux camps une guerre civile palestinienne.
Selon des sondages de la mi-décembre 2006, un tel scrutin aurait être très serré, mais de nouveaux sondages à la fin du mois donnaient un avantage au Fatah.
L'accord sur un gouvernement d'union nationale palestinien en février 2007 à la Mecque permet d'éviter les élections anticipées. La composition définitive du nouveau gouvernement est connue le 15 mars 2007.